# Orkan Vivian
Vivian stand in einer Reihe schwerer Orkane im Jahr 1990. Er suchte vom 25. bis zum 27. Februar 1990 große Teile Europas heim und kostete 64 Menschen das Leben. Wenige Tage darauf folgte Wiebke. Nach dem  Hurrikan Andrew 1992 (26,5 Mrd. USD) und den Orkantiefs Daria 1990 und Lothar 1999 (mit je etwa  6 Mrd. USD), sowie dem Westeuropa-Orkan 1987 (4,3 Mrd. USD) ist Vivian/Wiebke mit 4 Mrd. USD Versicherungsschaden eines der teuersten atlantischen Sturmtiefs der Geschichte (Stand 2002).
Aon Benfield geht in seinem Bericht „Winterstürme in Europa – Historie von 1703 bis 2012“ von einem versicherten Schaden in Deutschland von 1,5 Milliarden Euro aus. In der Schweiz wurde die Schadenssumme auf «gut» 1 Milliarde Franken geschätzt.

## Windgeschwindigkeiten
Am 25. Februar 1990 maß der Luftdruck über der nördlichen Nordsee 950 hPa. Während sich das Tief nach Nordosten bewegte, vertiefte es sich auf 940 hPa. In den Schweizer Alpen wurden auf dem Pass des Grossen Sankt Bernhards bis dahin ungemessene Spitzenböen von bis zu 268 km/h gemessen, im Flachland verbreitet bis 160 km/h. In ganz Deutschland herrschte ein schwerer Sturm mit weiträumigen Geschwindigkeiten um 120 bis 130 km/h.

## Auswirkungen
Es waren vor allem Deutschland (15 Todesopfer), Großbritannien, Irland, Frankreich, die Niederlande, Belgien und die Schweiz betroffen.
In Hamburg gab es mehrere aufeinanderfolgende Sturmfluten. Auf Grund des Sturms wurde in Düsseldorf der Rosenmontagszug auf den Mai verschoben, während er in Köln unter hohen Sicherheitsvorkehrungen stattfand.
Die Menge an Sturmholz betrug in der Schweiz 4,9 Mio. m³, bei der Aufarbeitung des Sturmholzes kamen dort 24 Personen ums Leben.